# メクネス＝タフィラルト地方
メクネス＝タフィラルト地方（メクネス＝タフィラルトちほう、Meknès-Tafilalet）は、1997年から2015年までのモロッコの16の地方の一つ。面積79,210km²、人口2,141,527人(2004年）。州都はメクネス。
古くからフェニキア人やローマ人によって植民が行われ、古代都市ヴォルビリスの遺跡も州内にあった。
メクネス＝タフィラルト地方は、メクネス県、El Hajeb州、Errachidia州、Ifrane州、Khénifra州、Midelt州からなっていた。